# Niebla (novela)
Niebla es una nivola escrita por Miguel de Unamuno en 1907 y publicada por primera vez en 1914 por la Editorial Renacimiento que narra la historia de Augusto Pérez, un joven rico licenciado en Derecho, hijo único de una madre viuda y sus problemas de amoríos y existenciales que vive al cuestionar su cotidianeidad y al visitar al propio Unamuno, quien le dice que es un ente de ficción.

## Contexto histórico y social
Después de la muerte de Alfonso XII en 1885, España sufrió un fuerte debilitamiento político desde que María Cristina, viuda del difunto rey, ocupó la regencia. Tanto los terratenientes conservadores como los liberales defendieron los principios de la monarquía absoluta, se detonó una cantidad importante de levantamientos campesinos en Puerto Rico y Cuba, los últimos territorios americanos que aún se encontraban bajo el gobierno de la Corona, lo cual abrió paso al movimiento armado conocido como Grito de Baire.
Estados Unidos intervino Cuba basándose en el hundimiento del acorazado Maine y en sus intenciones de “proteger las vidas y haciendas de los norteamericanos” así que, después del intento fallido de España de salvaguardar su colonia mediante una reforma que le otorgara a esta una autonomía muy acentuada en enero de 1898, en abril del mismo año el país norteamericano intervino en la contienda y le declaró la guerra a la Corona; para diciembre, después de un enfrentamiento que Laín Entralgo califica como vergonzoso por solo durar siete horas, y por el hecho de que el único muerto de la contienda fuera el capitán del barco proveniente de Estados Unidos, debido a un paro cardiaco, España firmó el Tratado de París, en el cual otorgó la independencia a los cubanos y reconoció a Puerto Rico como posesión estadounidense.
La situación de España como nación y como sociedad se complicó por estos acontecimientos, su grandeza había sido mermada y su declive frente a los avances de los países vecinos daba la apariencia de que estaba en su peor momento, lo cual provocó desconcierto en su sociedad y un sentimiento de vacío y carencia histórica. Esto despertó el interés y la participación de la comunidad intelectual que se fijó como objetivo que, por una parte, España alcanzara al resto de naciones europeas en cuanto a sus avances científicos y culturales, y, por otro lado, que los pobladores de esta región cultivaran un nuevo concepto de patria y también se movilizaran para fomentar un crecimiento social.
Con estas bases, aparecieron en la escena Joaquín Costa y el Regeneracionismo, movimiento por el cual aquel buscaba la reconstrucción interna de España por medio de dos caminos fundamentales: una reforma agraria que fuera efectiva y que el pueblo fuera instruido, que recibiera educación de calidad. En la búsqueda de esta recuperación, se creyó que la cultura era el único método por el cual la nación entera podía progresar, pues creían que la transformación de España dependía de la extensión de los conocimientos y no de la solución de los problemas sociales. Dentro de este grupo de intelectuales, nace un conjunto de escritores españoles con una nueva propuesta de institución en la que hicieron uso del discurso literario para elevar críticas sobre tres temas principalmente: a la realidad española de ese momento, enfocada al modo de vida “civilizado” y “moderno” y la manera en la que los españoles la ponían en práctica; a la historia de España y las circunstancias de vida que se desprendieron a partir de ella; y a la peculiar psicología del hombre español. A este grupo se le ha nombrado la Generación del 98 en la cual sus miembros se caracterizarían por criticarlo absolutamente todo; en ella se engloba a autores como: Antonio Machado, José Martínez Ruíz “Azorín”, Pío Baroja, Ramiro de Maeztu, Ramón del Valle-Inclán y Miguel de Unamuno.

## Corriente literaria
Para inicios del siglo XX, el positivismo comenzó a perder fuerza debido a que los principios que se habían asentado como verdades absolutas comenzaron a ponerse en duda; estos cuestionamientos se dieron en los ámbitos filosófico e historiográfico, en los cuales se presentó una crisis epistemológica: los pensadores de la primera disciplina llegaron a la conclusión de que el hombre era completamente incapaz de alcanzar la verdad y de conocer todo aquello que fuera válido universalmente, y los de la segunda afirmaron que conocer la verdad absoluta acerca de los hechos históricos era imposible de conseguir.
Con estos cambios en el pensamiento intelectual, el realismo y el naturalismo también perdieron fuerza después de ser el modelo novelesco por excelencia hasta entonces. Los autores ya no estaban interesados por captar el exterior que envolvía a los personajes, prefirieron enfocarse en la interioridad del individuo, de ese sujeto que estaba en la búsqueda de su propia verdad y que intentaba comprender su realidad. Esta nueva narrativa recibió el nombre de modernismo.
C. A. Longhurst dice que el periodo modernista europeo se puede dividir en dos etapas, donde la primera abarcaría desde la década de 1890 hasta la Primera Guerra Mundial, y la segunda del término de esta al inicio de la Segunda Guerra Mundial (respecto a Europa) o hasta la Guerra Civil (en España). En la primera fase, se puede apreciar la transformación de la novela realista y su cambio del enfoque externo (social), al interno (psicológico), estos cambios comenzados, principalmente, por Galdós y Pardo Bazán, se vieron afianzados por los escritores de la Generación del 98, que si bien no se separaron completamente del contexto social, sí negaron que este fuera “el punto de referencia del individuo” pues los modernistas dejaron de considerar a la novela como una herramienta que permitía reflejar la sociedad y prefirieron centrarla en la subjetividad.
Según la clasificación de Longhurst, Niebla se sitúa en la segunda etapa del modernismo junto a obras como Doña Inés de Azorín y Tirano Banderas de Valle-Inclán. Como principales características de estos escritos, se puede apreciar la atenuación del argumento, una caracterización menos profunda de los personajes y una mayor flexibilidad en cuanto a la forma misma de la novela; esta comienza a explorar todas sus posibilidades por lo que se vuelve más lúdica y autorreferencial.

## Argumento
Augusto Pérez es una persona que tiene una vida muy rutinaria y tranquila. Al verse afectado por el amor y por las pláticas que hace frecuentemente con su amigo Víctor Goti, comienza a cuestionar cada uno de los aspectos de su vida: se pregunta si alguien sabe lo que es amar, qué es vivir y cuál es la finalidad de la existencia, entre otros temas. Esos pensamientos lo consumen en el momento en el que su novia Eugenia huye con otro hombre después de que él abandona a Rosario, una muchacha que le planchaba la ropa, que le había jurado estar con él y quererle siempre.
Al verse sin salida, decide buscar ayuda y se dirige a la casa de Miguel de Unamuno, un reconocido escritor, con la idea de que podría decirle qué hacer. Los resultados son inesperados cuando Unamuno se pronuncia como su creador y le dice que es un ente de ficción a quien, incluso, puede matar si lo desea. Augusto, en su defensa, dice que quizá Unamuno también es el personaje “nivolesco” de alguien más y que ese ente terminará con su vida cuando menos lo espere; y defiende su existencia al mencionar que él volverá a vivir cada vez que alguien lea su historia, mientras que el autor vasco, en cambio, no lo hará.
De esta forma, Miguel de Unamuno intenta plasmar el encuentro de un creador con su creación simulando la relación Dios-criatura; Niebla se construye alrededor de este tema mediante el desarrollo de conceptos como la concepción de la vida y el destino.

## Estructura
Niebla está compuesta por treinta y tres capítulos que podrían dividirse en tres secciones. La primera sería el momento en el que Augusto conoce a Eugenia y comienza a cortejarla, ya que desde ese instante el protagonista comienza a cuestionar qué es el amor, qué es la vida e idealiza la imagen de su amada, de quien sólo conoce los ojos. La segunda parte sería la que engloba la convivencia con Eugenia, las visitas frecuentes de Augusto a la casa de los tíos de ella y el desconcierto que tiene este por sentirse enamorado de todas las mujeres en el mundo. Aquí, los cuestionamientos que hace Augusto sobre su forma de vivir se hacen mucho más profundos, Orfeo (su perro) comienza a fungir como su fuente de desahogo y Víctor Goti le habla sobre la creación de la “nivola” y de lo miserable que es la vida de un momento a otro. Por último, la tercera parte se compone del engaño de Eugenia a Augusto al escapar con Mauricio, ya que esto propicia que el protagonista se sienta perdido y de la visita del protagonista a Miguel de Unamuno, personaje identificado con el autor del texto.

## Tiempo y espacio
La descripción de los espacios no es muy extensa ni detallada, se podría decir que la novela se desarrolla en la sala de la casa de los tíos de Eugenia, en la casa de Augusto, en la casa de Miguel de Unamuno y en otros pocos lugares donde los personajes hacen citas para encontrarse.
En cuanto al tiempo, la narración es lineal y cuenta con un par de anacronías que introducen narraciones independientes de ese mundo diegético.

## Personajes
Augusto Pérez: Hombre burgués que ha perdido a su madre recientemente y, en consecuencia, vive en compañía de su ama de llaves y su mayordomo. Se enamora de Eugenia y la pretende; mientras, también corteja a Rosario y le ofrece escapar con ella. Suele preguntarse cuál es el sentido de la vida y sentirse perdido en una niebla donde desconoce todo. Dialoga constantemente sus devaneos con su perro Orfeo y con Víctor Goti; este último lo contradice constantemente y eso produce que Augusto termine por alargar más sus monólogos internos. Sus constantes cuestionamientos existenciales lo llevan a la muerte al enfrentarse con el hombre que le ha dado una vida ficticia.
Víctor Goti: Amigo más cercano de Augusto. Suele estar conforme con su vida hasta que su mujer se embaraza y la relación entre ellos se vuelve tensa y malhumorada. Está en contra de seguir las construcciones establecidas por la sociedad y, para curarse un poco del tiempo libre, decide crear una forma literaria llamada “nivola”, la cual tendría un poco que ver con la novela tradicional en cuanto a su estructura, pero se distinguiría de ella al estar formada mayoritariamente de diálogos. Constantemente califica los juicios de Augusto como vanos y poco certeros, orillando a que su amigo tenga monólogos más extensos. Finalmente, cuando su hijo nace, se siente pleno y satisfecho con su vida cotidiana.
Miguel de Unamuno: Un reconocido escritor español al que Augusto decide visitar cuando ya no sabe qué decisiones tomar. Este personaje se presenta como el autor de la nivola de la vida de Augusto y le asegura tener el poder de decidir qué sucede con él. Cuando el protagonista le expone su plan de suicidarse, este se burla y le hace saber que es un ente de ficción que no tiene poder de elección sobre su existencia. A partir de ese momento, Augusto se asume como un personaje e intenta demostrarle al escritor que él también es un ente de ficción creado por Dios; al notar esa rebelión, Unamuno lo condena a muerte.
Eugenia Domingo del Arco: Una mujer que trabaja como instructora de piano, a pesar de odiar la profesión, para poder pagar la deuda que ha adquirido a partir de la enfermedad de su madre. Tiene un carácter fuerte, dominante y aparentemente no se deja influenciar por nadie. Físicamente se la describe como una mujer muy atractiva y de andar rítmico y bello. Su objetivo vital es ser independiente, valerse por sí misma y poder tener control de su vida, lo que se explica por la delicada situación que vivió cuando era niña (el suicidio de su padre) y por las ganas de superar los problemas económicos. Es la imagen de la mujer moderna e independiente. Pero tiene una relación secreta con Mauricio, quien parece dominarla hasta el punto de convertirla en una manipuladora que intenta generar una relación con Augusto para conseguirle un trabajo a su novio; tiempo después decide huir con su pretendiente y abandona a Augusto dejándole una nota de disculpas donde le aconseja buscar a Rosario. Augusto la admira y la idealiza, pero al entender los motivos de su relación la considera despreciable, falsa y oportunista.
Mauricio: Novio de Eugenia. Es un hombre que se apoya en su posición social para no buscar un trabajo y vivir a expensas de lo que ella y otras mujeres pueden darle. Aconseja a Eugenia para que enamore a Augusto y le saque dinero para que ellos puedan casarse e irse a otra ciudad. Tiene un amorío con Rosario y se apoya en lo que ella le cuenta para visitar a Augusto, golpearlo y burlarse de él.
Rosario: Es una muchacha que lleva la ropa planchada a la casa de Augusto, quien la enamora cuando es rechazado por Eugenia y la abandona cuando esta lo acepta. Tiene un amorío con Mauricio y le cuenta las cosas que Augusto le había prometido. Es una mujer sentimental, de carácter débil, que carece de ideas firmes y es arrollada por los acontecimientos en que se ve envuelta.
Orfeo: Es un perro hallado en una caja por Augusto. Acompaña a su dueño en cada soliloquio que este tiene acerca de sus conflictos intelectuales y es el personaje que hace el epílogo de la novela, donde lamenta que su amo nunca haya entendido el sentido de la vida.
Domingo: Mayordomo de la casa de Augusto.
Liduvina: Ama de llaves de la casa de Augusto. Representa la voz de la experiencia y la sabiduría popular, pues aconseja a Augusto sobre sus relaciones sentimentales, respondiendo a sus requerimientos.
Ermelinda, tía de Eugenia que, al conocer la buena posición económica de Augusto (motivo que en realidad no se explicita en la obra, pero el cual el lector puede deducir con el transcurso de los acontecimientos) se ve realmente interesada en la unión de Augusto y Eugenia y procura convencer a su sobrina de que debe aceptar a Augusto como esposo.
Margarita, la portera de la casa de los tíos de Eugenia. Su intervención es puntual en la obra, aparece en un único momento pero que es clave para el desarrollo de la conquista de Eugenia. Es la mujer que facilita el nombre de la joven a Augusto y la que se encarga de entregar la carta que este escribe a Eugenia para presentarse y declararle su amor.
Un grupo de personajes femeninos anónimos englobaría a todas esas mujeres que Augusto ve por la calle y de las que queda prendado al instante por su supuesta belleza. No tienen nombres concretos ni una intervención directa en la obra, pero su papel es quizás importante en cuanto representan la figura de musa y motor de las fantasías de Augusto, pues ellas alimentan su alegría, sus impulsos y algunas de sus reflexiones acerca del amor y del deseo.

En un momento dado de la novela, Augusto, en un intento de sintetizar sus ideales femeninos, habla de la siguiente manera:
"-Tengo, pues, tres: Eugenia, que me habla a la imaginación, a la cabeza; Rosario, que me habla al corazón, y Liduvina, mi cocinera, que me habla al estómago. Y cabeza, corazón y estómago son las tres facultades del alma que otros llaman inteligencia, sentimiento y voluntad. Se piensa con la cabeza, se siente con el corazón y se quiere con el estómago." (Niebla, pág. 201).
No obstante, a pesar de ese resumen puesto en boca de Augusto, son reconocibles las demás figuras femeninas mencionadas con anterioridad que, aunque no tengan un peso tan central e incisivo en la vida de Augusto, son remarcables por su carácter o por lo que aportan a la novela en otras dimensiones distintas.

## Recepción y aportes

### Lanivola
El término “nivola” es usado por primera vez en el prólogo que Víctor Goti le hace a Niebla al decir “Aparte de que este señor [Unamuno] saca a relucir en este libro, sea novela o nivola –y conste que esto de la nivola es invención mía–” y después, el mismo prologuista, afirma que Niebla pertenece a esa forma cuando dice “Yo no puedo prever ni la acogida que esta nivola obtendrá de parte del público que lee a don Miguel…”. A partir de esto, la crítica emplea ese término para referirse a esta obra.
Después, en el desarrollo de la historia, Goti especifica los cambios de novela a nivola cuando describe las características de esta:

Mis personajes se irán haciendo según obren y hablen, sobre todo según hablen; su carácter se irá formando poco a poco. Y a las veces su carácter será el de no tenerlo […] lo que hay es diálogo; sobre todo diálogo. La cosa es que los personajes hablen, que hablen mucho, aunque no digan nada […] Aunque, por supuesto, todo lo que digan mis personajes, lo digo yo
Víctor Goti

## Crítica
Existe una cantidad considerable de los estudios que los críticos han realizado para analizar la estructura y el argumento de Niebla, algunos de ellos, como Katrine Andersen, mencionan que en la obra se puede notar la influencia de Kant, Hegel, Spencer, Spinoza, Schopenhauer y Kierkegaard porque Augusto se siente perdido dentro de, justamente, una niebla que no le permite saber hacia dónde va o qué es lo que debe hacer para que su vida tenga un sentido.
Manuel García Serrano dice que el protagonista de Niebla intenta construir su identidad, pero no esa que se compone conforme al entorno y la convivencia, sino una individual y que Unamuno permite la contemplación de este como concurrencia de dos factores: “que uno ha hecho cosas, y que uno ha de hacerlas”.
Sergio Arlandis López se interesa, por una parte, en el trasfondo que guarda Niebla sobre el afán de salvación personal frente al no-ser, debido a que encuentra en ella un rasgo de agonía existencial en la búsqueda de la trascendencia y, por otra parte, en la problematización entre la razón y la fe, sobre la que dice “entiendo que la propia razón contradice la aspiración de la inmortalidad, pero es necesaria en cuanto que es la duda […] la que nos impulsa […] a la búsqueda de conocimiento”. Para este autor, esa incertidumbre que genera la inmortalidad, origina el miedo a no-ser “y una renuncia a la conciencia de ser-en-el-mundo en favor de una reinserción armónica en la Creación”.
Una de las primeras cuestiones en las que coinciden algunos críticos, es la teoría de que Unamuno tenía un estilo propio en sus escritos después de una fuerte crisis religiosa que experimentó el autor en 1897 en la cual “quiso crear aquello en lo que no creía”, y de la cual se tiene información debido a que su correspondencia fue recuperada casi en totalidad, y gracias a eso pudo verse, en las cartas dirigidas a Clarín, una constante referencia a este proceso.
Algunos aseguran que su postura se inclina hacia el agnosticismo y otros deciden definirlo completamente como ateo; pero, lo que es común entre estos estudiosos, es la mención de la importancia que Unamuno le dio a la existencia y al devenir humano, en la cual todos concuerdan. Se dice que este escritor pasó la vida entera entre el ir y venir en el pensamiento religioso, incluso se afirma que vivió con cierta angustia existencial, por lo cual deseaba poder proyectársela a sus lectores y que éstos vivieran los mismos cuestionamientos que él.
Según dice Luis García Jambrilla, lo que ha predominado en estos análisis son “las lecturas meramente temáticas y filosóficas, centradas fundamentalmente en el problema de la personalidad, de la existencia y de la identidad individual” en las obras de Unamuno, después, en frecuencia, se hallan las que se ocupan por la estructura autoficcional de éstas y, hasta lo último, las que están interesadas por las técnicas narrativas como la metaficción. Un ejemplo de estos estudiosos interesados en el estudio metaficcional de Niebla es Ana Dotras quien hace un detallado análisis sobre la nivola y demuestra las características que la englobarían dentro de ese modelo.
Dotras menciona que cuando Víctor Goti describe la estructura de la nivola (que se supone que él crea), suceden dos cosas, la primera es que también se presenta la forma de Niebla por lo que este personaje puede ser el portavoz de las ideas estéticas de Unamuno y la segunda es que el lector experimenta un extrañamiento que le genera la impresión de la obra que se crea a sí misma. Gracias a esto, según menciona esta autora, Niebla permite que el receptor sea también un cocreador del texto. Dotras relaciona lo dicho anteriormente por los críticos de la filosofía existente dentro de esta novela con la función metaficticia y dice: 

Las conjeturas metafísicas en torno a las relaciones entre Dios y sus criaturas se hacen por analogía a la relación entre el autor-creador y sus personajes. El ser humano, como ente de ficción, es el protagonista de la novela que escribe Dios. La dimensión existencial se conecta de esta forma con la metaficticia, al sugerir la posibilidad del carácter ficticio de la existencia humana, al identificar la vida con la ficción.
Ana Dotras

## Adaptaciones al cine
- Niebla (1965), miniserie de Televisión Española dirigida por Pedro Amalio López.
- Niebla (1976), telefilm de Televisión Española dirigido por Fernando Méndez-Leite.
- Las cuatro novias de Augusto Pérez (1976), película española de José Jara.